# Oscar de melhor curta-metragem de animação
O Óscar de melhor curta-metragem de animação foi chamado de curta-metragem - cartoons entre 1932 e 1970, e curta-metragem - filme de animação entre 1971 e 1973. O título atual tem sido usado desde 1974.

## Década de 1930
| Ano  | Filme                           | Companhia(s)                                | Receptor(es)              |
| ---- | ------------------------------- | ------------------------------------------- | ------------------------- |
| 1932 | Flores e Árvores                | Walt Disney Productions, United Artists     | Walt Disney               |
| 1932 | Mickey's Orphans                | Walt Disney Productions, United Artists     | Walt Disney               |
| 1932 | It's Got Me Again!              | Leon Schlesinger Productions, Warner Bros.  | Leon Schlesinger          |
| 1934 | Os Três Porquinhos              | Walt Disney Productions, United Artists     | Walt Disney               |
| 1934 | Building a Building             | Walt Disney Productions, United Artists     | Walt Disney               |
| 1934 | The Merry Old Soul              | Walter Lantz Productions, Universal Studios | Walter Lantz              |
| 1935 | A Tartaruga e a Lebre           | Walt Disney Productions, United Artists     | Walt Disney               |
| 1935 | Holiday Land                    | Screen Gems, Columbia Pictures              | Charles B. Mintz          |
| 1935 | Jolly Little Elves              | Walter Lantz Productions, Universal Studios | Walter Lantz              |
| 1936 | Os Três Gatinhos Órfãos         | Walt Disney Productions, United Artists     | Walt Disney               |
| 1936 | The Calico Dragon               | Harman-Ising Pictures, Metro-Goldwyn-Mayer  | Hugh Harman, Rudolf Ising |
| 1936 | Who Killed Cock Robin?          | Walt Disney Productions, United Artists     | Walt Disney               |
| 1937 | O Primo do Interior             | Walt Disney Productions, United Artists     | Walt Disney               |
| 1937 | Old Mill Pond                   | Harman-Ising Pictures, Metro-Goldwyn-Mayer  | Hugh Harman, Rudolf Ising |
| 1937 | Popeye Contra Sindbad, o Marujo | Fleischer Studios, Paramount Pictures       | Max Fleischer             |
| 1938 | O Velho Moinho                  | Walt Disney Productions, RKO Radio Pictures | Walt Disney               |
| 1938 | Educated Fish                   | Fleischer Studios, Paramount Pictures       | Max Fleischer             |
| 1938 | The Little Match Girl           | Screen Gems, Columbia Pictures              | Charles B. Mintz          |
| 1939 | Ferdinando, o Touro             | Walt Disney Productions, RKO Radio Pictures | Walt Disney               |
| 1939 | The Brave Little Tailor         | Walt Disney Productions, RKO Radio Pictures | Walt Disney               |
| 1939 | Mother Goose Goes Hollywood     | Walt Disney Productions, RKO Radio Pictures | Walt Disney               |
| 1939 | Good Scouts                     | Walt Disney Productions, RKO Radio Pictures | Walt Disney               |
| 1939 | Hunky and Spunky                | Fleischer Studios, Paramount Pictures       | Max Fleischer             |

## Década de 1940
1940
- The Ugly Duckling - Walt Disney Productions, RKO Radio - Walt Disney, produtor
- Detouring America - Leon Schlesinger Productions, Warner Bros. - Leon Schlesinger, produtor
- Peace on Earth - Metro-Goldwyn-Mayer - Fred Quimby e Hugh Harman, produtores
- The Pointer - Walt Disney Productions, RKO Radio - Walt Disney, produtor

1941
- The Milky Way - Metro-Goldwyn-Mayer - Fred Quimby, produtor - Rudolph Ising, diretor
- Puss Gets the Boot - Metro-Goldwyn-Mayer (Tom & Jerry) - Rudolph Ising e Fred Quimby, produtores - Joseph Barbera, William Hanna e Rudolph Ising, diretores - Pete Burness, Tony Pabian, Carl Urbano e Jack Zander, animadores
- A Wild Hare (Bugs Bunny) - Leon Schlesinger Studios - Leon Schlesinger, produtor - Tex Avery, diretor - Virgil Ross, animador

1942
- Lend a Paw - Walt Disney Pictures - Walt Disney, produtor - Clyde Geronimi, diretor
- Boogie Woogie Bugle Boy of Company B - Walter Lantz Productions - Walter Lantz, produtor e diretor - Laverne Harding e Alex Lovy, animadores
- Hiawatha's Rabbit Hunt - Leon Schlesinger Studios - Leon Schlesinger, produtor - Friz Freleng, diretor - Gil Turner, animador
- How War Came (Raymond Gram Swing) - Columbia Pictures - Paul Fennell, diretor
- The Night Before Christmas - Metro-Goldwyn-Mayer (Tom & Jerry) - Frederic C. Quimby, produtor - Joseph Barbera e William Hanna, diretores - Pete Burness, Kenneth Muse e Jack Zander, animadores
- Rhapsody in Rivets - Leon Schlesinger Studios - Leon Schlesinger, produtor - Friz Freleng, diretor - Gil Turner, animador
- The Rookie Bear - Metro-Goldwyn-Mayer (Bear) - Frederic C. Quimby, produtor - Rudolf Ising, diretor
- Rhythm in the Ranks - Paramount Pictures (George Pal Puppetoon) - George Pal, produtor, diretor e fotógrafo
- Superman - Fleischer Studios - Max Fleischer, produtor - Dave Fleischer, diretor - Frank Endres e Steve Muffati, animadores
- Truant Officer Donald - Walt Disney Pictures - Walt Disney produtor - Jack King, diretor

1943
- Der Fuehrer's Face - Walt Disney Pictures - Walt Disney productor - Jack Kinney, diretor - Bob Carlson, Les Clark, Andy Engman, Bill Justice, Milt Neil, Charles Nicholas e John Sibley, animadores
- All Out for 'V' - Terrytoons - Paul Terry, produtor - Mannie Davis, diretor
- The Blitz Wolf - Metro-Goldwyn-Mayer - Frederic C. Quimby productor - Tex Avery director - Ray Abrams, Preston Blair, Ed Love e Irven Spence, animadores
- Juke Box Jamboree - Walter Lantz Productions - Walter Lantz, produtor - Alex Lovy, diretor - Laverne Harding, animador
- Pigs in a Polka - Warner Bros. - Leon Schlesinger productor - Friz Freleng, diretor - Richard Bickenbach e Gerry Chiniquy, animadores
- Tulips Shall Grow - Paramount Pictures, George Pal Productions (George Pal Puppetoon) - George Pal, produtor, diretor e fotógrafo

1944
- The Yankee Doodle Mouse - Metro-Goldwyn-Mayer - Frederic C. Quimby, produtor - Joseph Barbera e William Hanna, diretores - Pete Burness, George Gordon e Kenneth Muse, animadores
- The Dizzy Acrobat - Walter Lantz Productions - Walter Lantz, produtor - Alex Lovy e Emery Hawkins, animadores
- Five Hundred Hats of Bartholomew Cubbins - Paramount Pictures (Puppetoons) - George Pal, diretor e fotógrafo
- Greetings, Bait - Warner Bros. - Leon Schlesinger, produtor - Fiz Freleng, diretor - Manuel Perez, animador
- Imagination - Columbia Pictures Corporation, Screen Gems Inc. - Dave Fleischer, produtor - Bob Wickersham, diretor
- Reason and Emotion - Walt Disney Picture - Walt Disney, produtor - Bill Roberts, diretor - Oliver M. Johnston, Jr. e Ward Kimball, animadores

1945
- Mouse Trouble - Metro-Goldwyn-Mayer - Frederic C. Quimby, produtor - Joseph Barbera e William Hanna, diretores - Pete Burness, Kenneth Muse, Ray Patterson e Irven Spence, animadores
- And to Think I Saw It on Mulberry Street - Paramount Pictures (Puppetoon) - George Pal, diretor e fotógrafo
- Dog, Cat and Canary - Columbia Pictures Corp., Screen Gems Inc. - Raymond Katz, produtor - Howard Swift, diretor - Jim Armstrong e Volus Jones, animadores
- Fish Fry - Walter Lantz Productions - Walter Lantz, produtor - Shamus Culhane, diretor - Laverne Harding e Emery Hawkins, animadores
- How to Play Football - Walt Disney Productions - Walt Disney, produtor - Jack Kinney, diretor
- My Boy, Johnny - Terrytoons - Paul Terry, produtor - Eddie Donnelly, diretor
- Swooner Crooner - Leon Schlesinger Studios, Warner Bros. - Leon Schlesinger, produtor - Frank Tashlin, diretor - George Cannata, animador

1946
- Quiet Please! - Metro-Goldwyn-Mayer (Tom & Jerry) - Frederic C. Quimby, produtor - Joseph Barbera e William Hanna, diretores - Ed Barge, Kenneth Muse, Ray Patterson e Irven Spence, animadores
- Donald's Crime - Walt Disney Productions - Walt Disney, produtor - Jack King, diretor - Paul Allen, Joshua Meador, Harvey Toombs e Don Towsley, animadores
- Jasper and the Beanstalk - Paramount (Jasper Puppetoon) - George Pal, produtor, diretor e fotógrafo
- Life With Feathers - Warner Bros. (Merrie Melodies) - Edward Selzer, produtor - Friz Freleng, diretor - Virgil Ross, animador
- Mighty Mouse in Gypsy Life - Terrytoon - Paul Terry, produtor - Connie Rasinski, diretor
- Poet and Peasant - Walter Lantz Productions - Walter Lantz, produtor - Dick Lundy, diretor - Lester Kline e Paul J. Smith, animadores
- Rippling Romance - Columbia Pictures Corporation, Screen Gems Inc. (Color Rhapsodies) - Raymond Katz, produtor - Bob Wickersham, diretor - Chic Otterstrom, Volus Jones e Ben Lloyd, animadores

1947
- The Cat Concerto - Metro-Goldwyn-Mayer (Tom & Jerry) - Frederic C. Quimby, produtor - Joseph Barbera e William Hanna, diretores - Ed Barge, Kenneth Muse e Irven Spence, animadores
- Musical Moments from Chopin - Universal Pictures, Walter Lantz Productions (Musical Miniatures) - Walter Lantz, produtor - Dick Lundy, diretor - Laverne Harding e Lester Kline, animadores
- John Henry and the Inky-Poo - George Pal Productions, Paramount Pictures (Puppetoon) - George Pal, diretor e fotógrafo
- Squatter's Rights - Walt Disney Pictures (Mickey Mouse) - Walt Disney, produtor - Jack Hannah, diretor - Hugh Fraser, Murray McClellan, Bob Carlson, e Blaine Gibson, animadores
- Walky Talky Hawky - Warner Bros. (Merrie Melodies) - Edward Selzer, produtor - Robert McKimson, diretor - Richard Bickenbach, Cal Dalton e Don Williams, animadores

1948
- Tweetie Pie - Warner Bros. (Merrie Melodies) - Edward Selzer, produtor - Friz Freleng, diretor - Ken Champin, Gerry Chiniquy, Manuel Perez e Virgil Ross, animadores
- Chip an' Dale - Walt Disney Pictures (Donald Duck, Chip 'n Dale) - Walt Disney, produtor - Jack Hannah, diretor - Jack Boyd, Volus Jones, Bill Justice e Murray McClellan, animadores
- Dr. Jekyll and Mr. Mouse - Metro-Goldwyn-Mayer (Tom & Jerry) - Frederic C. Quimby, produtor - Joseph Barbera e William Hanna, diretores - Ed Barge, Al Grandmain, Michael Lah e Kenneth Muse, animadores
- Pluto's Blue Note - Walt Disney Pictures (Pluto) - Walt Disney, produtor - Charles A. Nichols, diretor - Jerry Hatchcock, George Kreisl, Dan MacManus e George Nicholas, animadores
- Tubby the Tuba - Paramount (Puppetoon) - George Pal, produtor, diretor e fotógrafo

1949
- The Little Orphan - Metro-Goldwyn-Mayer (Tom & Jerry) - Frederic C. Quimby, produtor - Joseph Barbera e William Hanna, diretores - Ed Barge, Kenneth Muse, Ray Patterson e Irven Spence, animadores
- Mickey and the Seal - Walt Disney Pictures (Pluto) - Walt Disney e John Sutherland, produtores - Charles A. Nichols, diretor - Phil Duncan, Hugh Fraser, Dan MacManus e George Nicholas, animadores
- Mouse Wreckers - Warner Bros. (Looney Tunes) - Edward Selzer, produtor - Chuck Jones, diretor - Ken Harris, Phil Monroe, Lloyd Vaughan e Ben Washam, animadores
- Robin Hoodlum - United Productions of America (Fox & Crow) - John Hubley e Raymond Katz, produtores - John Hubley, diretor - Bobe Cannon, Willy Pyle, Pat Mathews e Rudolph Larriva, animadores
- Tea for Two Hundred - Walt Disney Pictures (Donald Duck) - Walt Disney, produtor - Jack Hannah, diretor - Bob Carlson, Volus Jones, Bill Justice e Judge Whitaker, animadores

## Década de 1950
1950
- For Scent-imental Reasons - Warner Bros. (Looney Tunes) - Edward Selzer
- Hatch Up Your Troubles - Metro-Goldwyn-Mayer (Tom & Jerry) - Frederic C. Quimby
- Magic Fluke - United Productions of America, Columbia (Fox & Crow) - Stephen Bosustow
- Toy Tinkers - Disney-RKO Radio (Mickey Mouse) - Walt Disney

1951
- Gerald McBoing-Boing - United Productions of America, Columbia (Jolly Frolics) - Stephen Bosustow
- Jerry's Cousin - Metro-Goldwyn-Mayer (Tom & Jerry) - Frederic C. Quimby
- Trouble Indemnity - United Productions of America, Columbia (Mr. Magoo) - Stephen Bosustow

1952
- The Two Mouseketeers - Metro-Goldwyn-Mayer (Tom & Jerry) - Frederic C. Quimby
- Lambert, The Sheepish Lion - Walt Disney, RKO Radio - Walt Disney
- Rooty Toot Toot - United Productions of America, Columbia (Jolly Frolics) - Stephen Bosustow

1953
- Johann Mouse - Metro-Goldwyn-Mayer (Tom & Jerry) - Frederic C. Quimby
- Little Johnny Jet - Metro-Goldwyn-Mayer (MGM Séries) - Frederic C. Quimby
- Madeline - United Productions of America, Columbia (Jolly Frolics) - Stephen Bosustow
- Pink and Blue Blues - United Productions of America, Columbia (Mr. Magoo) - Stephen Bosustow
- Romance of Transportation - National Film Board of Canada - Tom Daly

1954
- Toot, Whistle, Plunk and Boom - Disney, Buena Vista - Walt Disney
- Christopher Crumpet - United Productions of America, Columbia (Jolly Frolics) - Stephen Bosustow
- From A to Z-z-z-z - Warner Bros. (Looney Tunes) - Edward Selzer
- Rugged Bear - Walt Disney, RKO Radio (Donald Duck) - Walt Disney
- The Tell-Tale Heart - United Productions of America, Columbia (UPA Cartoon Special) - Stephen Bosustow

1955
- When Magoo Flew - United Productions of America, Columbia - Stephen Bosustow
- Crazy Mixed Up Pup - Lantz, Universal-International - Walter Lantz
- Pigs Is Pigs - Disney, RKO Radio - Walt Disney
- Sandy Claws - Warner Bros. - Edward Selzer
- Touché, Pussy Cat! - Metro-Goldwyn-Mayer - Frederic C. Quimby

1956
- Speedy Gonzalez - Warner Bros. - Edward Selzer
- Good Will to Men - Metro-Goldwyn-Mayer - Frederic C. Quimby, William Hanna e Joseph Barbera
- The Legend of Rock-A-Bye Point - Lantz, Universal-International - Walter Lantz
- No Hunting - Disney, RKO Radio - Walt Disney

1957
- Mister Magoo's Puddle Jumper - United Productions of America, Columbia - Stephen Bosustow
- Gerald McBoing-Boing on Planet Moo - United Productions of America, Columbia - Stephen Bosustow
- The Jaywalker - United Productions of America, Columbia - Stephen Bosustow

1958
- Birds Anonymous - Warner Bros. - Edward Selzer
- One Droopy Knight - Metro-Goldwyn-Mayer - William Hanna e Joseph Barbera
- Tabasco Road - Warner Bros. - Edward Selzer
- Trees and Jamaica Daddy - United Productions of America, Columbia - Stephen Bosustow
- The Truth About Mother Goose - Disney, Buena Vista - Walt Disney

1959
- Knighty Knight Bugs - Warner Bros. - Friz Freleng
- Paul Bunyan - Walt Disney Prods., Buena Vista Film Distribution - Walt Disney
- Sidney's Family Tree - Terrytoons, 20th Century Fox - William M. Weiss

## Década de 1960
1960
- Moonbird - John Hubley e Faith Hubley
- Mexicali Shmoes - Warner Bros. - John W. Burton
- Noah's Ark - Disney, Buena Vista - Walt Disney
- The Violinist - Pintoff Prods., Kingsley International - Ernest Pintoff

1961
- Munro - Rembrandt Films, Film Representations - William L. Snyder
- Goliath II - Disney, Buena Vista - Walt Disney
- High Note - Warner Bros. - Chuck Jones
- Mouse and Garden - Warner Bros.
- A Place in the Sun - George K. Arthur-Go Pictures - Frantisek Vystrecil

1962
- Surogat - Zagreb Film, Herts-Lion International Corp. - Dušan Vukotić
- Aquamania - Disney, Buena Vista - Walt Disney
- Beep Prepared - Warner Bros. - Chuck Jones
- Nelly's Folly - Warner Bros. - Chuck Jones
- The Pied Piper of Guadalupe - Warner Bros. - Friz Freleng

1963
- The Hole - Storyboard Inc., Brandon Films - John Hubley e Faith Hubley
- Icarus Montgolfier Wright - Format Films, United Artists - Jules Engel
- Now Hear This - Warner Bros.
- Self Defense … for Cowards - Rembrandt Films, Film Representations - William L. Snyder
- Symposium on Popular Songs - Disney, Buena Vista - Walt Disney

1964
- The Critic - Pintoff-Crossbow Prods., Columbia - Ernest Pintoff
- Automania 2000 - Pathé Contemporary Films - John Halas
- Igra - Rembrandt Films, Film Representations - Dušan Vukotić
- My Financial Career - National Film Board of Canada, Walter Reade-Sterling-Continental Distributing - Colin Low e Tom Daly
- Pianissimo - Cinema 16 - Carmen D'Avino

1965
- The Pink Phink - Mirisch-Geoffrey, United Artists - David H. DePatie e Friz Freleng
- Christmas Cracker - National Film Board of Canada, Favorite Films of California
- How to Avoid Friendship - Rembrandt Films, Film Representations - William L. Snyder
- Nudnik No. 2 - Rembrandt Films, Film Representations - William L. Snyder

1966
- The Dot and the Line - Metro-Goldwyn-Mayer - Chuck Jones e Les Goldman
- Clay or the Origin of Species - Harvard University, Pathé Contemporary Films - Eliot Noyes, Jr.
- La Gazza Ladra - Allied Artists - Emanuele Luzzati

1967
- Herb Alpert and the Tijuana Brass Double Feature - Paramount - John Hubley e Faith Hubley
- The Drag - National Film Board of Canada, Favorite Films - Wolf Koenig e Robert Verall
- The Pink Blueprint - Mirisch-Geoffrey-DePatie-Freleng, United Artists - David H. DePatie e Friz Freleng

1968
- The Box - Brandon Films - Fred Wolf
- Hypothese Beta - Films Orzeaux, Pathé Contemporary Films - Jean-Charles Meunier
- What on Earth! - National Film Board of Canada, Columbia - Wolf Koenig e Robert Verall

1969
- Winnie the Pooh and the Blustery Day - Disney, Buena Vista - Walt Disney
- The House That Jack Built - National Film Board of Canada, Columbia - Wolf Koenig e Jim Mackay
- The Magic Pear Tree - Bing Crosby Prods. - Jimmy Murakami
- Windy Day - Hubley Studios, Paramount - John Hubley e Faith Hubley

## Década de 1970
1970
- It's Tough to Be a Bird - Disney, Buena Vista - Ward Kimball
- Of Men and Demons - Hubley Studios, Paramount - John Hubley e Faith Hubley
- Walking - National Film Board of Canada, Columbia - Ryan Larkin

1971
- Is It Always Right to Be Right? - Stephen Bosustow Prods., Schoenfeld Films - Nick Bosustow
- The Further Adventures of Uncle Sam: Part Two - Haboush Company, Goldstone Films - Robert Mitchell e Dale Case
- The Shepherd - Cameron Guess and Associates, Brandon Films - Cameron Guess

1972
- The Crunch Bird - Maxwell-Petok-Petrovich Prods., Regency Films - Ted Petok
- Evolution - National Film Board of Canada, Columbia - Michael Mills
- The Selfish Giant - Potterton Prods., Pyramid Films - Peter Sander e Murray Shostak

1973
- A Christmas Carol - American Broadcasting Company Film Services - Richard Williams
- Kama Sutra Rides Again - Lion International Films - Bob Godfrey
- Tup Tup - Zagreb Film-Corona Cinematografica, Manson Distributing - Nedeljko Dragic

1974
- Frank Film - Frank Mouris Prod. - Frank Mouris
- The Legend of John Henry - Bosustow-Pyramid Films - Nick Bosustow e David Adams
- Pulcinella - Luzzati-Gianini Prod. - Emanuele Luzzati e Guilo Gianini

1975
- Closed Mondays - Lighthouse Productions - Will Vinton e Bob Gardiner
- The Family That Dwelt Apart - National Film Board of Canada - Yvon Mallette e Robert Verrall
- Hunger - National Film Board of Canada - Peter Foldes e Rene Jodoin
- Voyage to Next - Hubley Studio - John Hubley e Faith Hubley
- Winnie the Pooh and Tigger Too! - Disney, Buena Vista - Wolfgang Reitherman

1976
- Great - Grantstern, British Lion Films Ltd. - Bob Godfrey
- Kick Me - Swarthe Productions - Robert Swarthe
- Monsieur Pointu - National Film Board of Canada - Rene Jodoin, Bernard Longpré e André Leduc
- Sisyphus - Hungarofilms - Marcell Jankovics

1977
- Leisure - Film Australia - Suzanne Baker
- Dedalo - Cineteam Realizzazioni - Manfredo Manfredi
- The Street - National Film Board of Canada - Caroline Leaf e Guy Glover

1978
- Le château de sable - National Film Board of Canada - Co Hoedeman
- The Bead Game - National Film Board of Canada - Ishu Patel
- The Doonesbury Special - Hubley Studio - John Hubley, Faith Hubley e Garry Trudeau
- Jimmy the C - Motionpicker Production - James Picker, Robert Grossman e Craig Whitaker

1979
- Special Delivery - National Film Board of Canada - Eunice Macauley e John Weldon
- Oh My Darling - Nico Crama Productions - Nico Crama
- Rip Van Winkle - Will Vinton/Billy Budd - Will Vinton

## Década de 1980
1980
- Every Child - National Film Board of Canada - Derek Lamb
- Dream Doll - Godfrey Films/Zagreb Films/Halas and Batchelor, Film Wright - Bob Godfrey e Zlatko Grgić
- It's so Nice to Have a Wolf Around the House - AR&T Productions for Learning Corporation of America - Paul Fierlinger

1981
- A Légy - Pannonia Films, Budapest - Ferenc Rófusz
- Tout rien - Radio Canada - Frédéric Back
- History of the World in Three Minutes Flat - Michael Mills Productions Ltd. - Michael Mills

1982
- Crac - Société Radio Canada - Frédéric Back
- The Creation - Will Vinton Productions - Will Vinton
- The Tender Tale of Cinderella Penguin - National Film Board of Canada - Janet Perlman

1983
- Tango - Zbigniew Rybczynski
- The Great Cognito - Will Vinton Productions - Will Vinton
- The Snowman - Snowman Enterprises Ltd. - John Coates

1984
- Sundae in New York - Motionpicker Production - Jimmy Picker
- Mickey's Christmas Carol - Walt Disney - Burny Mattinson
- Sound of Sunshine - Sound of Rain - Hallinan Plus - Eda Hallinan

1985
- Charade - Sheridan College - Jon Minnis
- Doctor DeSoto - Sporn Animation - Morton Schindel e Michael Sporn
- Paradise - National Film Board of Canada - Ishu Patel

1986
- Anna & Bella - Børge Ring
- The Big Snit - National Film Board of Canada - Richard Condie e Michael Scott
- Second Class Mail - National Film & Television School - Alison Snowden

1987
- A Greek Tragedy - CineTe pvba - Linda Van Tulden e Willem Thijsen
- The Frog, the Dog and the Devil - New Zealand National Film Unit - Hugh MacDonald e Martin Townsend
- Luxo Jr. - Pixar Productions - John Lasseter e William Reeves

1988
- The Man Who Planted Trees - Société Radio-Canada/Canadian Broadcasting Corporation - Frederic Back
- George and Rosemary - National Film Board of Canada - Eunice Macauley
- Your Face - Bill Plympton

1989
- Tin Toy - John Lasseter e William Reeves
- The Cat Came Back - National Film Board of Canada - Cordell Barker
- Technological Threat - Bill Kroyer

## Década de 1990
1990
- Balance - Wolfgang e Christoph Lauenstein, produtores
- The Hill Farm - Mark Baker
- Korova - Aleksandr Petrov

1991
- Creature Comforts - Nick Park
- A Grand Day Out with Wallace and Gromit - Nick Park
- Cavallette - Bruno Bozzetto

1992
- Manipulation - Daniel Greaves
- Blackfly - National Film Board of Canada - Christopher Hinton
- Strings - National Film Board of Canada - Wendy Tilby

1993
- Mona Lisa Descending a Staircase - Joan C. Gratz
- Adam - Peter Lord
- Reci, Reci, Reci… - Michaela Pavlátová
- The Sandman - Paul Berry
- Screen Play - Barry Purves

1994
- Wallace & Gromit in The Wrong Trousers - Nick Park
- Blindscape - Stephen Palmer
- Le fleuve aux grandes eaux - Frédéric Back e Hubert Tison
- Small Talk - Bob Godfrey e Kevin Baldwin
- The Village - Mark Baker

1995
- Bob's Birthday - National Film Board of Canada, co-produção - Alison Snowden e David Fine
- The Big Story - Tim Watts e David Stoten
- The Janitor - Vanessa Schwartz
- Le moine et le poisson - Michael Dudok de Wit
- Triangle - Erica Russell

1996
- Wallace and Gromit in A Close Shave - Nick Park
- The Chicken from Outer Space - John Dilworth
- The End - Chris Landreth e Robin Barger
- Gagarin - Alexij Kharitidi
- Runaway Brain - Chris Bailey

1997
- Quest - Tyron Montgomery e Thomas Stellmach
- Canhead - Timothy Hittle
- La salla - National Film Board of Canada - Richard Condie
- Wat's Pig - Peter Lord

1998
- Geri's Game - Jan Pinkava
- Famous Fred - Joanna Quinn
- Rusalka - Aleksandr Petrov
- Redux Riding Hood - Steve Moore
- La vieille dame et les pigeons - Sylvain Chomet

1999
- Bunny - Chris Wedge
- The Canterbury Tales - Christopher Grace e Jonathan Myerson
- Jolly Roger - Mark Baker
- More - Mark Osborne e Steven B. Kalafer
- Når livet går sin vej - Karsten Kiilerich e Stefan Fjeldmark

## Década de 2000
| Ano  | Filme                                                    | Companhia(s)                                | Receptor(es)                         |
| ---- | -------------------------------------------------------- | ------------------------------------------- | ------------------------------------ |
| 2000 | The Old Man and the Sea                                  |                                             | Alexander Petrov                     |
| 2000 | 3 Misses                                                 | CineTe                                      | Paul Driessen                        |
| 2000 | Humdrum                                                  | Aardman Animations                          | Peter Peake                          |
| 2000 | My Grandmother Ironed the King's Shirts                  | National Film Board of Canada               | Torill Kove                          |
| 2000 | When the Day Breaks                                      | National Film Board of Canada               | Wendy Tilby, Amanda Forbis           |
| 2001 | Father and Daughter                                      |                                             | Michael Dudok de Wit                 |
| 2001 | The Periwig-Maker                                        |                                             | Steffen Schäffler, Annette Schäffler |
| 2001 | Rejected                                                 |                                             | Don Hertzfeldt                       |
| 2002 | Coisas de Pássaros                                       | Pixar Animation Studios                     | Ralph Eggleston                      |
| 2002 | Fifty Percent Grey                                       |                                             | Ruairi Robinson, Seamus Byrne        |
| 2002 | Give Up Yer Aul Sins                                     | Brown Bag Films                             | Cathal Gaffney, Darragh O'Connell    |
| 2002 | Strange Invaders                                         | National Film Board of Canada               | Cordell Barker                       |
| 2002 | Stubble Trouble                                          |                                             | Joseph E. Merideth                   |
| 2003 | The ChubbChubbs!                                         | Sony Pictures Animation                     | Eric Armstrong                       |
| 2003 | Katedra                                                  |                                             | Tomek Baginski                       |
| 2003 | O Novo Carro do Mike                                     | Pixar Animation Studios                     | Pete Docter, Roger Gould             |
| 2003 | Atama-yama                                               |                                             | Koji Yamamura                        |
| 2003 | Das Rad                                                  | Film Academy Baden-Württemberg              | Chris Stenner, Heidi Wittlinger      |
| 2004 | Harvie Krumpet                                           |                                             | Adam Elliot                          |
| 2004 | Pular                                                    | Pixar Animation Studios                     | Bud Luckey                           |
| 2004 | A Aventura Perdida de Scrat                              | Blue Sky Studios                            | Carlos Saldanha, John C. Donkin      |
| 2004 | Nibbles                                                  |                                             | Chris Hinton                         |
| 2004 | Destino                                                  | Walt Disney Pictures                        | Dominique Monfery, Roy Edward Disney |
| 2005 | Ryan                                                     | National Film Board of Canada               | Chris Landreth                       |
| 2005 | Birthday Boy                                             | Australian Film Television and Radio School | Sejong Park, Andrew Gregory          |
| 2005 | Gopher Broke                                             | Blur Studio                                 | Jeff Fowler, Tim Miller              |
| 2005 | Guard Dog                                                |                                             | Bill Plympton                        |
| 2005 | Lorenzo                                                  | Walt Disney Pictures                        | Mike Gabriel, Baker Bloodworth       |
| 2006 | The Moon and the Son: An Imagined Conversation           |                                             | John Canemaker                       |
| 2006 | Badgered                                                 | National Film and Television School         | Sharon Colman                        |
| 2006 | The Mysterious Geographic Explorations of Jasper Morello |                                             | Anthony Lucas                        |
| 2006 | 9 (animação de 2005)                                     |                                             | Shane Acker                          |
| 2006 | A Banda de Um Homem Só                                   | Pixar Animation Studios                     | Andrew Jimenez, Mark Andrews         |
| 2007 | O Poeta Dinamarquês                                      | National Film Board of Canada               | Torill Kove                          |
| 2007 | Quase Abduzido                                           | Pixar Animation Studios                     | Gary Rydstrom                        |
| 2007 | The Little Matchgirl                                     | Walt Disney Pictures                        | Roger Allers, Don Hahn               |
| 2007 | Maestro                                                  |                                             | Géza M. Tóth                         |
| 2007 | Sem Tempo para Nozes                                     | Blue Sky Studios                            | Chris Renaud, Michael Thurmeier      |
| 2008 | Peter e o Lobo                                           |                                             | Suzie Templeton, Hugh Welchman       |
| 2008 | Même les pigeons vont au paradis                         | BUF Compagnie                               | Samuel Tourneux, Simon Vanesse       |
| 2008 | I Met the Walrus                                         |                                             | Josh Raskin                          |
| 2008 | Madame Tutli-Putli                                       | National Film Board of Canada               | Chris Lavis, Maciek Szczerbowski     |
| 2008 | Moya lyubov                                              |                                             | Aleksandr Petrov                     |
| 2009 | La Maison en Petits Cubes                                |                                             | Kunio Katō                           |
| 2009 | Lavatory - Lovestory                                     | Melnitsa Animation Studio                   | Konstantin Bronzit                   |
| 2009 | Oktapodi                                                 | Gobelins L'Ecole de L'Image                 | Emud Mokhberi, Thierry Marchand      |
| 2009 | Presto                                                   | Pixar Animation Studios                     | Doug Sweetland                       |
| 2009 | This Way Up                                              | Nexus Productions                           | Alan Smith, Adam Foulkes             |

## Década de 2010
| Ano                          | Filme                                             | Companhia(s)                                | Receptor(es)                           |
| ---------------------------- | ------------------------------------------------- | ------------------------------------------- | -------------------------------------- |
| 2010                         | Logorama                                          | H5                                          | Nicolas Schmerkin                      |
| 2010                         | Granny O'Grimm's Sleeping Beauty                  | Brown Bag Films                             | Nicky Phelan, Darragh O'Connell        |
| 2010                         | French Roast                                      |                                             | Fabrice Joubert                        |
| 2010                         | La dama y la muerte                               |                                             | Javier Recio Gracia                    |
| 2010                         | Uma Questão de Miolo e Morte                      | Aardman Animations                          | Nick Park                              |
| 2011                         | The Lost Thing                                    |                                             | Shaun Tan Andrew Ruhemann              |
| 2011                         | Day & Night                                       | Pixar Animation Studios                     | Teddy Newton                           |
| 2011                         | The Gruffalo                                      | Magic Light Pictures Studio Soi             | Jakob Schuh e Max Lang                 |
| 2011                         | Let's Pollute                                     |                                             | Geefwee Boedoe                         |
| 2011                         | Madagascar, a Journey Diary                       |                                             | Bastien Dubois                         |
| 2012                         | The Fantastic Flying Books of Mr. Morris Lessmore | Moonbot Studios                             | William Joyce Brandon Oldenburg        |
| 2012                         | La Luna                                           | Pixar Animation Studios                     | Enrico Casarosa                        |
| 2012                         | Dimanche                                          | National Film Board of Canada               | Patrick Doyon                          |
| 2012                         | A Morning Stroll                                  | Studio AKA                                  | Grant Orchard Sue Goffe                |
| 2012                         | Wild Life                                         | National Film Board of Canada               | Wendy Tilby Amanda Forbis              |
| 2013                         | Paperman                                          | Walt Disney Animation Studios               | John Kahrs                             |
| 2013                         | Adam and Dog                                      |                                             | Minkyu Lee                             |
| 2013                         | Fresh Guacamole                                   | PES Studio                                  | PES                                    |
| 2013                         | Head Over Heels                                   |                                             | Timothy Reckart Fodhla Cronin O'Reilly |
| 2013                         | The Longest Daycare                               | Gracie Films 20th Century Fox Animation     | David Silverman                        |
| 2014                         | Mr Hublot                                         | ZEILT Productions                           | Laurent Witz Alexandre Espigares       |
| 2014                         | Feral                                             |                                             | Daniel Sousa Dan Golden                |
| 2014                         | Get a Horse!                                      | Walt Disney Animation Studios               | Lauren MacMullan Dorothy McKim         |
| 2014                         | Possessions                                       | Sunrise                                     | Shuhei Morita                          |
| 2014                         | Room on the Broom                                 | Magic Light Pictures                        | Max Lang Jan Lachauer                  |
| 2015                         |                                                   |                                             |                                        |
| Feast                        | Walt Disney Animation Studios                     | Patrick Osborne e Kristina Reed             |                                        |
| The Bigger Picture           |                                                   | Christopher Hees & Daisy Jacobs             |                                        |
| The Dam Keeper               |                                                   | Robert Kondo e Dice Tsutsumi                |                                        |
| Me and My Moulton            |                                                   | Torill Kove                                 |                                        |
| A Single Life                |                                                   | Joris Oprins                                |                                        |
| 2016                         |                                                   |                                             |                                        |
| Historia de un oso           |                                                   | Pato Escala Pierart & Gabriel Osorio Vargas |                                        |
| Prologue                     |                                                   | Imogen Sutton & Richard Williams            |                                        |
| Sanjay's Super Team          |                                                   | Sanjay Patel & Nicole Paradis Grindle       |                                        |
| We Can't Live Without Cosmos |                                                   | Konstantin Bronzit                          |                                        |
| World of Tomorrow            |                                                   | Don Hertzfeldt                              |                                        |
| 2017                         |                                                   |                                             |                                        |
| Piper                        |                                                   | Alan Barillaro & Marc Sondheimer            |                                        |
| Blind Vaysha                 |                                                   | Theodore Ushev                              |                                        |
| Borrowed Time                |                                                   | Andrew Coats & Lou Hamou-Lhadj              |                                        |
| Pear Cider and Cigarettes    |                                                   | Cara Speller & Robert Valley                |                                        |
| Pearl                        |                                                   | Patrick Osborne                             |                                        |
| 2018                         |                                                   |                                             |                                        |
| Dear Basketball              |                                                   | Glen Keane & Kobe Bryant                    |                                        |
| Garden Party                 |                                                   | Victor Caire & Gabriel Grapperon            |                                        |
| Lou                          |                                                   | Dave Mullins & Dana Murray                  |                                        |
| Negative Space               |                                                   | Ru Kuwahata & Max Porter                    |                                        |
| Revolting Rhymes             |                                                   | Jakob Schuh & Jan Lachauer                  |                                        |
| 2019                         |                                                   |                                             |                                        |
| Bao                          |                                                   | Becky Neiman-Cobb & Domee Shi               |                                        |
| Animal Behaviour             |                                                   | David Fine & Alison Snowden                 |                                        |
| Late Afternoon               |                                                   | Louise Bagnall & Nuria González Blanco      |                                        |
| One Small Step               |                                                   | Andrew Chesworth & Bobby Pontillas          |                                        |
| Weekends                     |                                                   | Trevor Jimenez                              |                                        |

## Década de 2020
| Ano       | Filme                                                         | Indicados                                |                                            |
| --------- | ------------------------------------------------------------- | ---------------------------------------- | ------------------------------------------ |
| 2020      |                                                               |                                          |                                            |
| Hair Love |                                                               | Matthew A. Cherry & Karen Rupert Toliver |                                            |
| Daughter  |                                                               | Daria Kashcheeva                         |                                            |
| Kitbull   |                                                               | Kathryn Hendrickson & Rosana Sullivan    |                                            |
| Mémorable |                                                               | Bruno Collet & Jean-François Le Corre    |                                            |
| Sister    |                                                               | Siqi Song                                |                                            |
| 2021      | If Anything Happens I Love You                                |                                          | Michael Govier & Will McCormack            |
| 2021      | Burrow                                                        |                                          | Michael Capbarat & Madeline Sharafian      |
| 2021      | Genius Loci                                                   |                                          | Adrien Mérigeau & Amaury Ovise             |
| 2021      | Opera                                                         |                                          | Erick Oh                                   |
| 2021      | Yes-People                                                    |                                          | Arnar Gunnarsson & Gísli Darri Halldórsson |
| 2022      | The Windshield Wiper                                          |                                          | Alberto Mielgo & Leo Sanchez               |
| 2022      | Affairs of the Art                                            |                                          | Joanna Quinn e Les Mills                   |
| 2022      | Bestia                                                        |                                          | Hugo Covarrubias e Tevo Díaz               |
| 2022      | Boxballet                                                     |                                          | Anton Dyakov                               |
| 2022      | Robin Robin                                                   |                                          | Dan Ojari and Mikey Please                 |
| 2023      | The Boy, the Mole, the Fox and the Horse                      |                                          | Charlie Mackesy e Matthew Freud            |
| 2023      | The Flying Sailor                                             |                                          | Amanda Forbis & Wendy Tilby                |
| 2023      | Ice Merchants                                                 |                                          | João Gonzalez e Bruno Caetano              |
| 2023      | My Year of Dicks                                              |                                          | Sara Gunnarsdóttir e Pamela Ribon          |
| 2023      | An Ostrich Told Me the World Is Fake and I Think I Believe It |                                          | Lachlan Pendragon                          |